# Davide Cordone
Davide Cordone (Varese, 17 agosto 1971) è un allenatore di calcio, dirigente sportivo ed ex calciatore italiano, di ruolo centrocampista.

## Carriera

### Giocatore
Conta 135 presenze in Serie B con le maglie di Monza, Ternana, Catania, Genoa e Catanzaro.

### Dirigente
Il 2 maggio 2011 ha ottenuto la qualifica di direttore sportivo.

### Allenatore
Il 25 luglio 2019 viene annunciato come nuovo allenatore in seconda di Maurizio Ganz sulla panchina del Milan femminile.

## Palmarès

### Club

#### Competizioni regionali
- Eccellenza: 1

Sestese: 2006-2007